# 馬科斯華雷斯縣

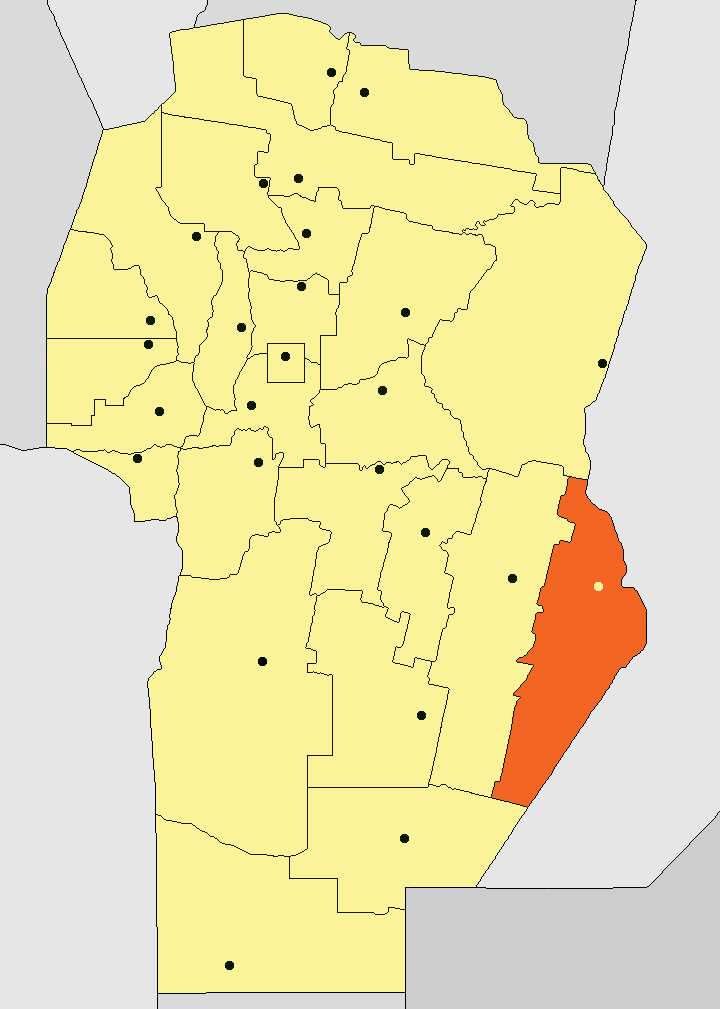

32°42′S 62°2′W / 32.700°S 62.033°W
馬科斯華雷斯縣（西班牙語：Departamento Marcos Juárez）是阿根廷的縣份，位於該國中部科爾多瓦省，首府設於馬科斯華雷斯，始建於1888年11月16日，面積9,490平方公里，2010年人口104,205，人口密度每平方公里10.98人。